# اندیس سرب لارستان
سرب لارستان یک اندیس فلزی است که در حوالی شهر معبد استان سمنان قرار دارد و مادهٔ معدنی موجود در آن، سرب است.  در این اندیس، پاراژنز‌های , یافت می‌شوند.